# Grădiștea (Brăila)
Pour les articles homonymes, voir Grădiștea.
Grădiștea est une commune du județ de Brăila en Roumanie.